# Chiara Simoneschi-Cortesi
Pour les articles homonymes, voir Cortesi.
Chiara Simoneschi-Cortesi, née le 21 avril 1946 à Zurich et originaire de Lugano, est une femme politique suisse membre du parti démocrate-chrétien (PDC).

## Biographie
Élue au Grand Conseil du canton du Tessin de 1987 à 1999, elle préside ce conseil en 1998-1999. De 1999 à 2011, elle est membre du Conseil national, élue dans le canton du Tessin. En 2008, elle accède à la présidence du conseil.